# Giải bóng đá nữ U19 quốc gia 2016
Giải bóng đá nữ U19 quốc gia 2016 là giải bóng đá nữ dành cho lứa tuổi dưới 19 ở Quốc gia Việt Nam, đây là mùa giải thứ 10 do VFF tổ chức. Giải bóng đá Nữ lứa tuổi 19 Quốc gia 2016 sẽ diễn ra 2 lượt trong đó lượt đi diễn ra từ ngày 5/4 đến 11/4/2016 còn lượt về sẽ diễn ra từ ngày 14/4 đến 20/4/2016 với sự tham gia của 4 đội bóng U19: Hà Nội, Thành phố Hồ Chí Minh, Phong Phú Hà Nam, Than Khoáng sản Việt Nam. Tất cả các trận đấu đều diễn ra trên Sân vận động Hà Nam, Thành phố Phủ Lý, tỉnh Hà Nam.

## Điều lệ giải đấu
Số Lượng
- Đội được đăng ký tối đa 7 quan chức (Trưởng đoàn, các Huấn luyện viên và cán bộ khác) và tối đa 25 cầu thủ.
- Trong mỗi trận đấu Đội được quyền đăng ký tối đa 20 cầu thủ (11 chính thức và 9 dự bị) và chỉ được phép thay thế tối đa 3 cầu thủ.

Phương thức thi đấu
Bốn Đội thi đấu vòng tròn hai lượt (lượt đi và lượt về) tập trung để tính điểm, xếp hạng.
Cách tính điểm, xếp hạng
- Đội thắng được 3 điểm, đội hoà được 1 điểm, đội thua được 0 điểm. Tính tổng số điểm của các Đội đạt được để xếp thứ hạng.
- Nếu có từ hai Đội trở lên bằng điểm nhau, thứ hạng các Đội sẽ được xác định như sau: trước hết sẽ tính kết quả của các trận đấu giữa các Đội đó với nhau theo thứ tự: Tổng số điểm, hiệu số của tổng số bàn thắng trừ tổng số bàn thua, tổng số bàn thắng. Đội nào có chỉ số cao hơn sẽ xếp trên.
- Trường hợp các chỉ số trên bằng nhau, BTC sẽ tiếp tục xét các chỉ số của tất cả các trận đấu trong giải theo thứ tự: Hiệu số của tổng số bàn thắng trừ tổng số bàn thua, Tổng số bàn thắng. Đội nào có chỉ số cao hơn sẽ xếp trên.
- Nếu các chỉ số vẫn bằng nhau, BTC sẽ tổ chức bốc thăm để xác định thứ hạng của các Đội (trong trường hợp chỉ có hai đội có các chỉ số trên bằng nhau và còn thi đấu trên sân thì sẽ tiếp tục thi đá luân lưu 11m để xác định đội xếp trên).

## Kết quả chi tiết

### Vòng 1
| 5 tháng 4 năm 2016 | Thành phố Hồ Chí Minh | 0–4      | Than Khoáng sản Việt Nam                             | Sân vận động Hà Nam, Phủ Lý, Hà Nam     |  |
| 15:30 (UTC+7)      |                       | Chi tiết | Nguyễn Thị Thúy Hằng 10', 30', 73' · Lê Hồng Vân 82' | Trọng tài: Bùi Thị Thu Trang (Việt Nam) |  |

| 5 tháng 4 năm 2016 | Phong Phú Hà Nam             | 2–0      | Hà Nội | Sân vận động Hà Nam, Phủ Lý, Hà Nam    |  |
| 18:00 (UTC+7)      | Nguyễn Thị Minh Anh 54', 88' | Chi tiết |        | Trọng tài: Lê Thị Thanh Mai (Việt Nam) |  |

### Vòng 2
| 8 tháng 4 năm 2016 | Than Khoáng sản Việt Nam | 0–2      | Hà Nội                                 | Sân vận động Hà Nam, Phủ Lý, Hà Nam |  |
| 15:30 (UTC+7)      |                          | Chi tiết | Nguyễn Thị Nga 28' · Bạch Thu Hiền 41' | Trọng tài: Lê Thị Ly (Việt Nam)     |  |

| 8 tháng 4 năm 2016 | Thành phố Hồ Chí Minh | 0–5      | Phong Phú Hà Nam                                                                         | Sân vận động Hà Nam, Phủ Lý, Hà Nam |  |
| 18:00 (UTC+7)      |                       | Chi tiết | Nguyễn Thị Quỳnh 8' · Lương Thị Lũy 31' · Nguyễn Thị Thùy Dung 45' · Lê Thị Cúc 49', 85' | Trọng tài: Vũ Thị Hậu (Việt Nam)    |  |

### Vòng 3
| 11 tháng 4 năm 2016 | Hà Nội | 0–0      | Thành phố Hồ Chí Minh | Sân vận động Hà Nam, Phủ Lý, Hà Nam |  |
| 15:30 (UTC+7)       |        | Chi tiết |                       | Trọng tài: Lê Thị Hoa (Việt Nam)    |  |

| 11 tháng 4 năm 2016 | Phong Phú Hà Nam    | 1–2      | Than Khoáng sản Việt Nam             | Sân vận động Hà Nam, Phủ Lý, Hà Nam     |  |
| 18:00 (UTC+7)       | Trương Thị Dung 35' | Chi tiết | Nguyễn Thị Loan 6' · Hà Thị Nhài 41' | Trọng tài: Bùi Thị Thu Trang (Việt Nam) |  |

### Vòng 4
| 14 tháng 4 năm 2016 | Than Khoáng sản Việt Nam              | 2–0      | Thành phố Hồ Chí Minh | Sân vận động Hà Nam, Phủ Lý, Hà Nam    |  |
| 15:30 (UTC+7)       | Nguyễn Thị Vạn 58' · Bùi Thị Thúy 76' | Chi tiết |                       | Trọng tài: Lê Thị Thanh Mai (Việt Nam) |  |

| 14 tháng 4 năm 2016 | Hà Nội | 0–2      | Phong Phú Hà Nam                     | Sân vận động Hà Nam, Phủ Lý, Hà Nam |  |
| 18:00 (UTC+7)       |        | Chi tiết | Lê Thị Cúc 75' · Trương Thị Dung 88' | Trọng tài: Vũ Thị Hậu (Việt Nam)    |  |

### Vòng 5
| 17 tháng 4 năm 2016 | Hà Nội                                | 2–0      | Than Khoáng sản Việt Nam | Sân vận động Hà Nam, Phủ Lý, Hà Nam |  |
| 15:30 (UTC+7)       | Cao Thị Hạnh 33' · Nguyễn Thị Nga 76' | Chi tiết |                          | Trọng tài: Lê Thị Ly (Việt Nam)     |  |

| 17 tháng 4 năm 2016 | Phong Phú Hà Nam | 0–0      | Thành phố Hồ Chí Minh | Sân vận động Hà Nam, Phủ Lý, Hà Nam    |  |
| 18:00 (UTC+7)       |                  | Chi tiết |                       | Trọng tài: Lê Thị Thanh Mai (Việt Nam) |  |

### Vòng 6
| 20 tháng 4 năm 2016 | Thành phố Hồ Chí Minh          | 1–0      | Hà Nội | Sân vận động Hà Nam, Phủ Lý, Hà Nam |  |
| 15:30 (UTC+7)       | Nguyễn Thị Tuyết Ngân (57) 24' | Chí tiết |        | Trọng tài: Vũ Thị Hậu               |  |

| 20 tháng 4 năm 2016 | Than Khoáng sản Việt Nam | 1–2      | Phong Phú Hà Nam           | Sân vận động Hà Nam, Phủ Lý, Hà Nam |  |
| 18:00 (UTC+7)       | Nguyễn Thị Vạn (7) 90'   | Chí tiết | Nguyễn Thị Nụ (27) 66' 70' | Trọng tài: Bùi Thị Thu Trang        |  |

## Bảng xếp hạng
| 1 | U19 nữ Phong Phú Hà Nam         | 6 | 4 | 1 | 1 | 12–3 | +9  | 13 |
| 2 | U19 nữ Than Khoáng Sản Việt Nam | 6 | 3 | 0 | 3 | 9–7  | +2  | 9  |
| 3 | U19 nữ Hà Nội                   | 6 | 2 | 1 | 3 | 4–5  | -1  | 7  |
| 4 | U19 nữ Thành phố Hồ Chí Minh    | 6 | 1 | 2 | 3 | 1–11 | -10 | 5  |

## Tổng kết mùa giải
Kết quả chung cuộc
- Đội vô địch: U19 nữ Phong Phú Hà Nam (lần thứ 3)
- Đội thứ Nhì: U19 nữ Than Khoáng sản Việt Nam
- Đội thứ Ba: U19 nữ Hà Nội
- Đội đoạt giải phong cách: U19 nữ Thành phố Hồ Chí Minh
- Cầu thủ xuất sắc nhất giải: Lê Thị Cúc (15-U19 nữ Phong Phú Hà Nam)
- Thủ môn xuất sắc nhất giải: Đỗ Thị Hải Yến (24-U19 nữ Phong Phú Hà Nam)
- Cầu thủ ghi nhiều bàn thắng nhất giải: Lê Thị Cúc (15-U19 nữ Phong Phú Hà Nam) và Nguyễn Thị Thúy Hằng (19-U19 nữ Than Khoáng Sản Việt Nam) (3 bàn thắng)